# Penstemon tenuiflorus
Penstemon tenuiflorus är en grobladsväxtart som beskrevs av Francis Whittier Pennell. Penstemon tenuiflorus ingår i släktet penstemoner, och familjen grobladsväxter. Inga underarter finns listade i Catalogue of Life.